# Muradjan Khalmuratov
Muradian Khalmuratov (em usbeque:  Муроджон Халмуратов; nascido em 11 de junho de 1982) é um ciclista uzbeque.
Khalmuratov representou sua nação durante os Jogos Olímpicos de Londres 2012, na prova de corrida em estrada, mas não conseguiu terminar.

## Palmarés
| - 2007 - 2.º no Campeonato do Uzbequistão em Estrada - 3.º no Campeonato do Uzbequistão Contrarrelógio - 2008 - 3.º no Campeonato do Uzbequistão Contrarrelógio - 2009 - 2.º no Campeonato do Uzbequistão Contrarrelógio - 2010 - 2.º no Campeonato do Uzbequistão Contrarrelógio - 2011 - Campeonato do Uzbequistão Contrarrelógio - 2.º no Campeonato Asiático em Estrada - Tour da China - 2012 - Campeonato do Uzbequistão Contrarrelógio - 1 etapa do Tour da Tailândia - 2013 - Campeonato Asiático em Estrada - Campeonato Asiático em Contrarrelógio - Campeonato do Uzbequistão em Estrada - Campeonato do Uzbequistão Contrarrelógio | - 2014 - Campeonato do Uzbequistão Contrarrelógio - 2015 - Campeonato do Uzbequistão Contrarrelógio - 2016 - Campeonato do Uzbequistão Contrarrelógio - 2.º no Campeonato do Uzbequistão em Estrada - 2017 - Campeonato do Uzbequistão Contrarrelógio - 2.º no Campeonato do Uzbequistão em Estrada - 2018 - 2.º nos Jogos Asiáticos Contrarrelógio - Campeonato do Uzbequistão Contrarrelógio - 2019 - Campeonato do Uzbequistão em Estrada - Campeonato do Uzbequistão Contrarrelógio - 2020 - Campeonato do Uzbequistão Contrarrelógio - Campeonato do Uzbequistão em Estrada |